# Löwenbrücke (Sankt Petersburg)
Die Löwenbrücke (russisch Львиный мост Lwiny most bzw. Мост о четырёх львах Most o tschetyrjoch lwach) in Sankt Petersburg ist eine 1826 fertiggestellte Fußgängerbrücke. Die vom badischen Bauingenieur Wilhelm von Traitteur und Basil Christianowicz konzipierte Kettenbrücke führt über den Gribojedow-Kanal.
Die Brücke hat eine Spannweite von 23 m, wobei die beiden tragenden Ketten einen Durchhang von 1,5 m haben. Die Tragketten bestehen aus langen, dünnen Eisenstäben, die mit Augen und Bolzen miteinander verbunden sind. An dem Verbindungselement sind auch die Hänger befestigt, die ebenfalls aus dünnen Eisenstäben bestehen. Die Tragketten werden von insgesamt vier Löwenköpfen gehalten, die auf diese Weise einen dekorativen Abschluss der 2,14 m breiten Brücken bilden. Die der Brücke ihren Namen gebenden Löwen stammen von dem Bildhauer Pavel Petrowitsch Sokolow.
Wilhelm von Traitteur baute zur gleichen Zeit auch die Ägyptische Brücke und die Greifenbrücke, die ebenfalls mit Figuren von Sokolow ausgestattet sind.

## Weblinks

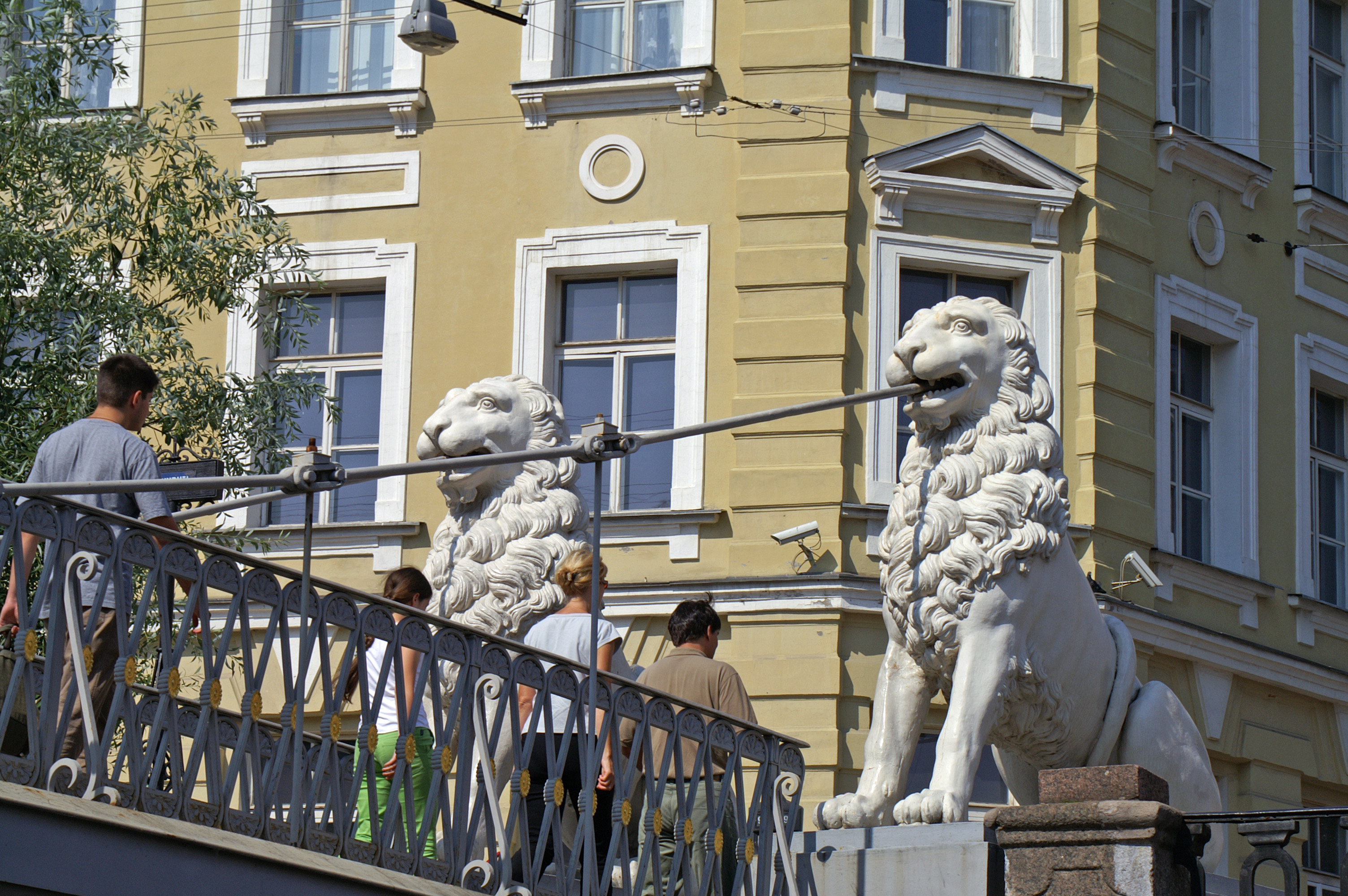
Die Löwenbrücken im Jahr 2005
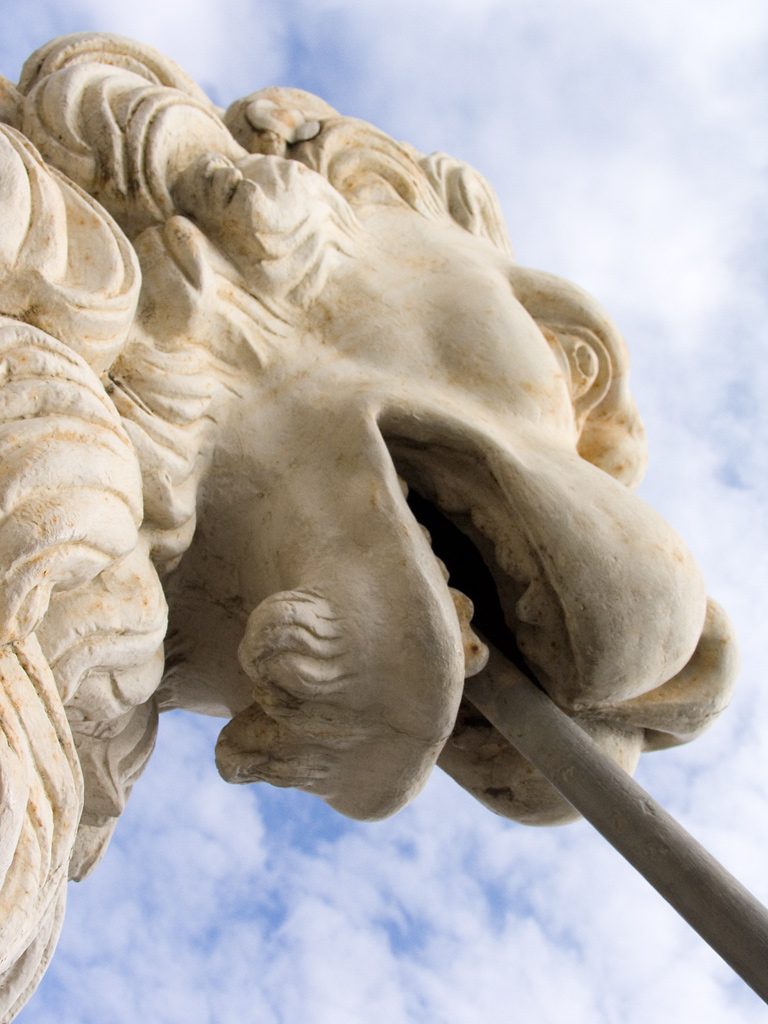
Der Löwe von Pavel Petrowitsch Sokolow
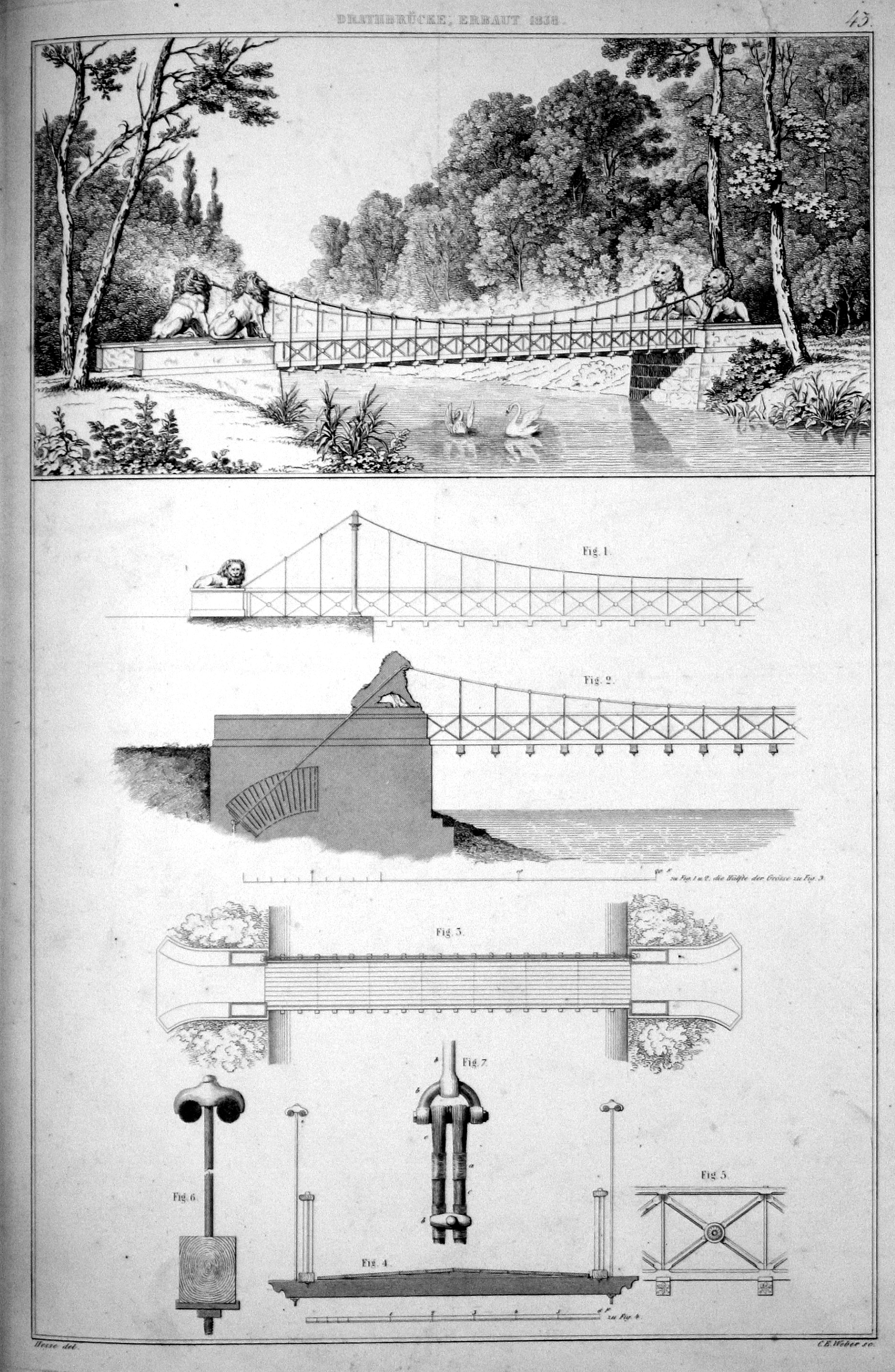
Berliner Nachbau der Löwenbrücke im südwestlichen Quadranten des Berliner Tiergartens mit den Borsig-Löwen

## Berliner Nachbau
Im westlichen Teil des Großen Tiergartens in Berlin erfolgte 1838 durch die von August Borsig neu gegründete Firma Borsig ein Nachbau der Brücke im Tiergarten nach einem Entwurf von Ludwig Ferdinand Hesse. Die Berliner Löwenbrücke ist eine Holzbrücke und ist 17,3 m lang sowie 2 m breit und war die erste Kettenbrücke in Berlin.